# العطلة (صحيفة)
العطلة صحيفة إخبارية أسبوعية إنجليزية مستقلة نشرت أيام الجمعة في بنغلادش. أسسها الصحفي المشهور عناية الله خان في عام 1965، وقد كانت من أكثر الصحف المؤثرة في باكستان الشرقية وعرفت بمواقفها الصريحة ضد الأنظمة الباكستانية المتعاقبة. في بانغلادش حديثة الاستقلال، كانت الصحيفة ناقدا قويا لحكومة الشيخ مجيب الرحمن و أصبحت محظورة في عام 1975. منذ التسعينات، شهدت الصحيفة مرحلة هبوط هام في التوزيع. تتمتع الصحيفة بصلات وثيقة مع حزب بانغلادش القومي.